# Chitarra a nove corde
La chitarra a nove corde è uno strumento cordofono, derivato dalla chitarra classica e da quella acustica, ma il cui termine descrive contemporaneamente due tipologie diverse di chitarra.
Il primo cordofono liutiforme moderno con nove corde viene generalmente chiamato chitarra spagnola e risale al XVII secolo. Questo strumento di tradizione barocca, costituito da quattro corde raddoppiate e con il cantino più acuto singolo, trova molti strumenti simili nella liuteria coeva in Francia, Spagna e Italia, come ad esempio la cetra rinascimentale o la chitarra inglese. Da strumenti come questo discendono la bandurria, tipica della Spagna meridionale e orientale, la chitarra battente e la guitarra portuguesa.
Le prime chitarre multicorde e quelle a cori con corde metalliche appaiono negli Stati Uniti sul finire dell'Ottocento. Era infatti costume delle liuterie americane di quell'epoca, specialmente per quelle di fascia medio-bassa, quello di dedicare parte delle proprie produzioni a strumenti difformi dalle tradizionali chitarre a sei corde, la cui produzione era monopolizzata da grandi case come Gibson e Martin, sia per attrarre il compratore con pezzi unici e stravaganti, sia per fornire a musicisti con scarsi mezzi economici, molto spesso artisti di strada e songsters ambulanti, strumenti che potessero consentirgli di suonare da soli grazie al maggior numero di bassi controllabili con corde gravi aggiunte o di ottenere un suono più pieno, appunto con il raddoppio di alcune di queste, che è all'ottava superiore per quelle più gravi e all'unisono per le più acute. Da questo tipo di produzioni si originò anche la chitarra a 12 corde, diffusasi in tutto il mondo anche grazie all'uso che ne hanno fatto artisti afrostatunitensi come Blind Willie McTell e Leadbelly, tra gli iniziatori del blues primigenio, dal quale svilupparono le proprie carriere come artisti di strada.